# Sólo se trata de vivir
Solo se trata de vivir es una canción compuesta e interpretada por el músico de rock argentino Litto Nebbia. Es la primera canción perteneciente a su álbum de estudio homónimo editado bajo el sello Melopea en el año 1981.

## Historia
Esta canción fue compuesta en 1979 en México, cuando el músico tuvo que exiliarse a ese país debido a las persecuciones que sufrían los artistas argentinos durante la última dictadura militar autodenominada Proceso de Reorganización Nacional. Luego del retorno de Nebbia a la Argentina, presentó su canción en el polémico Festival de la Solidaridad Latinoamericana; organizado por los militares el 16 de mayo de 1982. En noviembre de 1982, Nebbia la interpretó durante el B.A. Rock IV solo, sin su grupo de apoyo, en donde tocó por casi una hora. Sin embargo mientras interpretaba la dicha composición, el público comenzó a arrojarle flores al artista.

## Interpretación
La canción detona sentimientos de tristeza y nostalgia debido a que el artista tuvo que dejar su país de origen para escapar del terrorismo de Estado. Sin embargo, según el propio Nebbia manifestó que su tema "es una canción de viajero. Al hombre que viaja siempre le pasan cosas. El hombre que viaja va en búsqueda de algo, de un amor, o tal vez, lo ha perdido". Solo se trata de vivir se ha convertido en un clásico de Nebbia, siendo el mayor éxito de su carrera solista, que ha sido versionado por decenas de artistas de las más diversas expresiones musicales, tanto de la Argentina como en el exterior.

## Reconocimientos
En 2002 fue considerada como la 38° mejor canción del rock argentino de la lista de Los 100 Hits por la revista Rolling Stone. En 2007 fue considerada por la página Rock.com.ar como la 64° mejor canción del rock argentino de la lista de Las 100 de los 40.